# Yves Le Fur
Ne doit pas être confondu avec Jean-Yves Le Fur.
Pour les articles homonymes, voir Le Fur.
Yves Le Fur est conservateur général du patrimoine, directeur du patrimoine et des collections au musée du Quai Branly - Jacques-Chirac.

## Biographie
Yves Le Fur est docteur en art et archéologie de l'université Panthéon-Sorbonne (1989), Esthétique des cires anatomiques de G. Zumbo (XVIIe siècle) à P. Spitzner (XIXe siècle) et diplômé de l'Institut national du patrimoine (1996).
D'abord conservateur du patrimoine au musée national des arts d'Afrique et d'Océanie, où il fut commissaire de l'exposition La Mort n'en saura rien. Reliques d'Europe et d'Océanie en 1999, il fut ensuite responsable de la muséographie de la section Océanie du musée du Quai Branly - Jacques-Chirac avant de devenir directeur du département du patrimoine et des collections.
Il y a organisé de très nombreuses expositions, notamment l'exposition d'ouverture, D'un regard l'autre, Histoire des regards européens sur l'Afrique, l'Amérique et l'Océanie, puis Cheveux Chéris : frivolités et trophées en 2012, Picasso primitif en 2017,, Les Forêts natales en 2017, 20 ans. Les acquisitions du musée du quai Branly - Jacques Chirac en 2019.
Il est membre de la Commission scientifique nationale des collections depuis 2013.